# Algarve-Cup 2019
Der Algarve-Cup 2019 war die 26. Ausspielung dieser bedeutenden Turnierreihe für Frauen-Fußballnationalmannschaften und fand vom 27. Februar bis 6. März 2019 wie in den Jahren zuvor an verschiedenen Spielorten der Algarve, der südlichsten Region Portugals, statt. Wie in den drei Vorjahren nahmen Rekordsieger USA und Olympiasieger Deutschland ebenso wie England und Frankreich nicht teil. Die USA und England trafen in dieser Zeit bei der zur gleichen Zeit stattgefundenen vierten Austragung des SheBelieves Cups aufeinander. Die in der FIFA-Weltrangliste bestplatzierten Teilnehmer waren Kanada (5.), Europameister Niederlande (7.)  und Schweden (9.). Für sieben Teilnehmer diente das Turnier auch zur Vorbereitung auf die im Juni beginnende Weltmeisterschaft.
Sieger wurde – 21 Jahre nach dem letzten Titelgewinn – die norwegische Fußballnationalmannschaft der Frauen.

## Regularien
An dem Turnier nahmen zwölf Nationalmannschaften teil, die diesmal in vier Gruppen mit je drei Teams spielten. Da die FIFA die Spiele als Freundschaftsspiele einstufte, durfte jede Mannschaft pro Spiel sechs Spielerinnen auswechseln, was bei maximal vier Spielunterbrechungen, davon maximal drei in der zweiten Halbzeit, erfolgen konnte.
Für die Rangfolge in den Gruppen bei Punktgleichheit galt zunächst der direkte Vergleich, dann die bessere Tordifferenz aus allen Gruppenspielen, danach die höhere Anzahl geschossener Tore in allen Gruppenspielen, die Fairplay-Wertung, die Platzierung in der FIFA-Weltrangliste und ggf. das Los. Die letzten drei Kriterien kamen aber nicht zur Anwendung.
Bei Punktgleichheit zweier gleichplatzierter Mannschaften in verschiedenen Gruppen galt für die Zuordnung zu den Platzierungsspielen zunächst die bessere Tordifferenz aus allen Gruppenspielen, danach die höhere Anzahl geschossener Tore in allen Gruppenspielen, die Fairplay-Wertung, die Platzierung in der FIFA-Weltrangliste und ggf. das Los. Auch hier mussten die drei letzten Kriterien nicht herangezogen werden.
Hätten Gruppenspiele aufgrund der Wetterverhältnisse nicht ausgetragen werden können, wären sie am folgenden Tag nachgeholt worden. Gruppenspiele, die aufgrund der Wetterverhältnisse vor der 60. Minute abgebrochen worden wären, wären am folgenden Tag fortgesetzt worden. Wären Gruppenspiele nach der 60. Minute abgebrochen worden, wären sie mit dem zu dem Zeitpunkt bestehenden Ergebnis gewertet worden.
Hätten Finalspiele  aufgrund der Wetterverhältnisse – wie im Vorjahr – nicht ausgetragen werden können oder vor dem Ende der ersten Halbzeit abgebrochen werden müssen, wären  diese – sofern es die Platzverhältnisse noch zulassen und beide Mannschaften zugestimmt hätten – durch ein Elfmeterschießen im ABBA-Modus entschieden worden. Finalspiele, die in der Halbzeitpause oder danach hätten abgebrochen werden müssen, wären mit dem dann bestehenden Ergebnis gewertet worten. Hätte es remis gestanden, hätte es wie im ersten Fall ein Elfmeterschießen gegeben. Wäre dies nicht möglich gewesen, hätten die Kriterien wie für die Ermittlung der Platzierungen gegolten.

## Teilnehmer
| Land 1       | Rang 2 | Anmerkung            |
| ------------ | ------ | -------------------- |
| China*       | 15     |                      |
| Dänemark     | 17     | ständiger Teilnehmer |
| Island       | 22     |                      |
| Kanada*      | 5      | Sieger von 2016      |
| Niederlande* | 7      | Titelverteidiger 3   |
| Norwegen*    | 13     |                      |
| Portugal     | 32     | ständiger Teilnehmer |
| Polen        | 34     |                      |
| Schottland*  | 20     |                      |
| Schweden*    | 9      | Titelverteidiger 3   |
| Schweiz      | 18     |                      |
| Spanien*     | 12     | Sieger von 2017      |

## Das Turnier

### Gruppenphase

#### Gruppe A
| Pl. | Land       | Sp. | S | U | N | Tore    | Diff. | Punkte |
| --- | ---------- | --- | - | - | - | ------- | ----- | ------ |
| 1.  | Kanada     | 2   | 1 | 1 | 0 | 001:000 | +1    | 04     |
| 2.  | Schottland | 2   | 1 | 0 | 1 | 004:200 | +2    | 03     |
| 3.  | Island     | 2   | 0 | 1 | 1 | 001:400 | −3    | 01     |

|                                     |   |            |           |
| 27. Februar um 13:15 Uhr in Parchal |   |            |           |
| Kanada                              | – | Island     | 0:0       |
| 1. März um 13:15 Uhr in Lagos       |   |            |           |
| Kanada                              | – | Schottland | 1:0 (0:0) |
| 4. März um 14:00 Uhr in Parchal     |   |            |           |
| Island                              | – | Schottland | 1:4 (0:2) |

#### Gruppe B
| Pl. | Land        | Sp. | S | U | N | Tore    | Diff. | Punkte |
| --- | ----------- | --- | - | - | - | ------- | ----- | ------ |
| 1.  | Polen       | 2   | 2 | 0 | 0 | 004:000 | +4    | 06     |
| 2.  | Spanien     | 2   | 1 | 0 | 1 | 002:300 | −1    | 03     |
| 3.  | Niederlande | 2   | 0 | 0 | 2 | 000:300 | −3    | 0      |

|                                     |   |             |           |
| 27. Februar um 17:15 Uhr in Parchal |   |             |           |
| Spanien                             | – | Niederlande | 2:0 (1:0) |
| 1. März um 16:45 Uhr in Lagos       |   |             |           |
| Polen                               | – | Spanien     | 3:0 (2:0) |
| 4. März um 17:30 Uhr in Parchal     |   |             |           |
| Niederlande                         | – | Polen       | 0:1 (0:1) |

#### Gruppe C
| Pl. | Land     | Sp. | S | U | N | Tore    | Diff. | Punkte |
| --- | -------- | --- | - | - | - | ------- | ----- | ------ |
| 1.  | Norwegen | 2   | 2 | 0 | 0 | 005:200 | +3    | 06     |
| 2.  | Dänemark | 2   | 1 | 0 | 1 | 002:200 | ±0    | 03     |
| 3.  | China    | 2   | 0 | 0 | 2 | 001:400 | −3    | 0      |

|                                                    |   |          |           |
| 27. Februar um 13:15 Uhr in Faro/Loulé             |   |          |           |
| Norwegen                                           | – | Dänemark | 2:1 (0:1) |
| 1. März um 13:15 Uhr in Albufeira                  |   |          |           |
| China                                              | – | Norwegen | 1:3 (0:3) |
| 4. März um 13:15 Uhr in Vila Real de Santo António |   |          |           |
| Dänemark                                           | – | China    | 1:0 (0:0) |

#### Gruppe D
| Pl. | Land     | Sp. | S | U | N | Tore    | Diff. | Punkte |
| --- | -------- | --- | - | - | - | ------- | ----- | ------ |
| 1.  | Schweden | 2   | 1 | 0 | 1 | 005:300 | +2    | 03     |
| 2.  | Schweiz  | 2   | 1 | 0 | 1 | 004:500 | −1    | 03     |
| 3.  | Portugal | 2   | 1 | 0 | 1 | 003:400 | −1    | 03     |

|                                                    |   |          |           |
| 27. Februar um 16:45 Uhr in Faro/Loulé             |   |          |           |
| Schweden                                           | – | Schweiz  | 4:1 (2:1) |
| 1. März um 16:45 Uhr in Albufeira                  |   |          |           |
| Portugal                                           | – | Schweden | 2:1 (0:0) |
| 4. März um 16:45 Uhr in Vila Real de Santo António |   |          |           |
| Schweiz                                            | – | Portugal | 3:1 (0:1) |

### Platzierungsspiele
Die Orte der Platzierungsspiele wurden erst festgelegt, nachdem die Paarungen feststanden. Platzierungsspiele, die nach regulärer Spielzeit remis endeten, wurden durch ein Elfmeterschießen im ABBA-Modus entschieden.
Spiel um Platz 11
|                                   |   |             |                      |
| 6. März um 17:15 Uhr in Albufeira |   |             |                      |
| China                             | – | Niederlande | 1:1 (0:1), 2:4 i. E. |

Spiel um Platz 9
|                                 |   |        |           |
| 6. März um 14:30 Uhr in Parchal |   |        |           |
| Portugal                        | – | Island | 1:4 (0:2) |

Spiel um Platz 7
|                                   |   |         |           |
| 6. März um 13:15 Uhr in Albufeira |   |         |           |
| Schweiz                           | – | Spanien | 0:2 (0:1) |

Spiel um Platz 5
|                                    |   |          |           |
| 6. März um 13:15 Uhr in Faro/Loulé |   |          |           |
| Schottland                         | – | Dänemark | 1:0 (1:0) |

Spiel um Platz 3
|                                    |   |          |                |
| 6. März um 17:00 Uhr in Faro/Loulé |   |          |                |
| Kanada                             | – | Schweden | 0:0; 6:5 i. E. |

### Finale
| Polen                                                                                      | Polen | Norwegen | Norwegen |
| ------------------------------------------------------------------------------------------ | --- | --- | -------- |
| Polen                                                                                      | \| 6. März 2019 um 18:00 Uhr WEZ (19:00 Uhr MEZ) in Parchal (Estádio Municipal da Bela Vista) \| \| Ergebnis: 0:3 (0:1) \| \| Schiedsrichterin: Anastassija Pustowoitowa ( Russland) \| \| Spielbericht \| | \| 6. März 2019 um 18:00 Uhr WEZ (19:00 Uhr MEZ) in Parchal (Estádio Municipal da Bela Vista) \| \| Ergebnis: 0:3 (0:1) \| \| Schiedsrichterin: Anastassija Pustowoitowa ( Russland) \| \| Spielbericht \| | Norwegen |
| Polen                                                                                      | Katarzyna Kiedrzynek • Aleksandra Sikora (46. Klaudia Olejniczak), Agata Guściora, Martyna Wiankowska (83. Natalia Chudzik) • Katarzyna Daleszczyk (67. Patrycja Balcerzak), Dagmara Grad, Sylwia Matysik, Weronika Zawistowska (61. Ewelina Kamczyk) • Dżesika Jaszek (62. Dominika Grabowska), Emilia Zdunek, Julia Matuschewski (61. Agnieszka Winczo) Cheftrainer: Miłosz Stępiński | Cecilie Fiskerstrand • Stine Hovland, Maren Mjelde (46. Therese Sessy Åsland) • Caroline Hansen, Guro Reiten (82. Heidi Ellingsen), Vilde Bøe Risa (82. Amalie Vevle Eikeland), Synne Skinnes Hansen (46. Ingrid Moe Wold), Ingrid Syrstad Engen • Isabell Herlovsen, Emilie Haavi, Lisa-Marie Karlseng Utland (62. Karina Sævik) Cheftrainer: Martin Sjögren ( Schweden) | Norwegen |
| Polen                                                                                      | 0:1 Isabell Herlovsen (24.) 0:2 Caroline Hansen (65.) 0:3 Karina Sævik (74.) | | Norwegen |
| Polen                                                                                      | Aleksandra Sikora, Klaudia Olejniczak, Martyna Wiankowska | Therese Sessy Åsland | Norwegen |
| Polen                                                                                      | Caroline Hansen (78., Schuss an die Latte) | | Norwegen |
| 6. März 2019 um 18:00 Uhr WEZ (19:00 Uhr MEZ) in Parchal (Estádio Municipal da Bela Vista) | | |          |
| Ergebnis: 0:3 (0:1)                                                                        | | |          |
| Schiedsrichterin: Anastassija Pustowoitowa ( Russland)                                     | | |          |
| Spielbericht                                                                               | | |          |

## Schiedsrichterinnen
Hauptschiedsrichterinnen:
- Laura Fortunato
- Lidya Tafesse Abebe
- Kate Jacewicz
- Maria Carvajal
- Marie-Soleil Beaudoin
- Lucila Venegas
- Anna-Marie Keighley
- Sandra Braz
- Anastassija Pustowoitowa

Schiedsrichterassistentinnen:
- Mariana de Almeida
- Leslie Vasquez
- Loreto Toloza
- Lisa Rashid
- Stephanie Yee Sing
- Princess Brown
- Maiko Hagio
- Mary Njoroge
- Mary Blanco
- Queency Victoire
- Mayte Chavez
- Enedina Caudillo
- Sarah Jones
- Petruta Iugulescu
- Jekaterina Kurotschkina
- Maria Salamasina
- Julia Magnusson
- Lee Seul-gi

## Torschützinnen
| Rang | Spielerin                 | Tore |
| ---- | ------------------------- | ---- |
| 1    | Mimmi Larsson             | 3    |
|      | Jennifer Hermoso          | 3    |
| 3    | Isabell Herlovsen         | 2    |
|      | Lizzie Arnot              | 02*  |
|      | Ana Maria Crnogorčević    | 2    |
| 6    | Wang Shanshan             | 1    |
|      | Yao Wei                   | 1    |
|      | Pernille Harder           | 1    |
|      | Nadia Nadim               | 1    |
|      | Agla María Albertsdóttir  | 1    |
|      | Margrét Lára Viðarsdóttir | 1    |
|      | Sara Björk Gunnarsdóttir  | 1    |
|      | Selma Sól Magnúsdóttir    | 01*  |

| Rang | Spielerin                | Tore |
| ---- | ------------------------ | ---- |
|      | Svava Rós Guðmundsdóttir | 01*  |
|      | Christine Sinclair       | 1    |
|      | Vivianne Miedema         | 1    |
|      | Emilie Bosshard Haavi    | 1    |
|      | Caroline Hansen          | 1    |
|      | Lisa-Marie Utland        | 1    |
|      | Therese Sessy Åsland     | 01*  |
|      | Karina Sævik             | 01*  |
|      | Patrycja Balcerzak       | 1    |
|      | Paulina Dudek            | 1    |
|      | Agnieszka Winczo         | 1    |
|      | Weronika Zawistowska     | 1    |

| Rang           | Spielerin        | Tore |
| -------------- | ---------------- | ---- |
|                | Mónica Mendes    | 1    |
|                | Andreia Norton   | 1    |
|                | Diana Silva      | 1    |
|                | Erin Cuthbert    | 1    |
|                | Kim Little       | 1    |
|                | Jane Ross        | 1    |
|                | Kosovare Asllani | 1    |
|                | Nathalie Björn   | 01*  |
|                | Rahel Kiwic      | 1    |
|                | Melanie Müller   | 01*  |
|                | Cláudia Neto     | 1    |
| ET             |                  |      |
| Wu Haiyan      | 1                |      |
| Melanie Müller | 1                |      |

Anmerkung: * = Erstes Länderspieltor

## Besonderheiten
- Das Spiel gegen Norwegen war das 100. Spiel beim Algarve-Cup für die dänische Mannschaft, die diese Marke damit als erste Mannschaft erreichen konnte. Das Spiel um Platz 9 war für Portugal das 100. Spiel beim Algarve-Cup.
- Hallbera Guðný Gísladóttir und Lieke Martens[1] kamen während des Turniers zu ihrem 100. Länderspiel.
- Erstmals standen sich mit China und der Niederlande zwei ehemalige Turniersieger im Spiel um Platz 11 gegenüber.
- Der 11. Platz für Europameister Niederlande ist die schlechteste Platzierung eines teilnehmenden Kontinentalmeisters in der Algarve-Cup-Geschichte. Der 11. Platz ist zudem die schlechteste Platzierung eines teilnehmenden Vorjahressiegers.